# Georg Germann

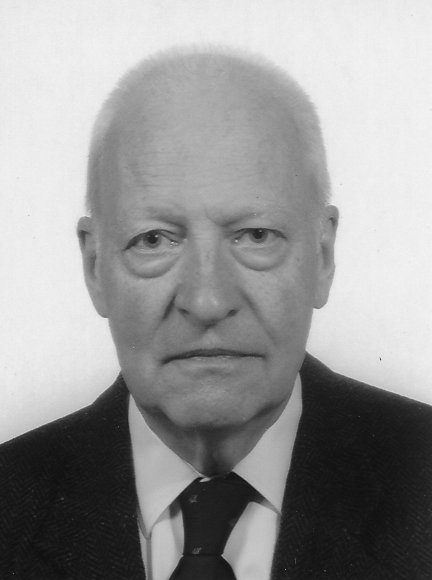
Georg Germann (2007)

Georg Germann (* 5. Januar 1935 in Basel; † 11. September 2016 in Bern, heimatberechtigt in Frauenfeld) war ein Schweizer Architekturhistoriker.

## Leben und Wirken
Georg Germann wurde als Sohn des Basler Strafrechtprofessors Oscar Adolf Germann und seiner Frau Elisabeth geboren. Er studierte in Basel Kunstgeschichte bei Joseph Gantner, Emil Maurer und Hans Reinhardt, an der Sorbonne 1956–1957 bei André Chastel und Elie Lambert, an der Università dello Stato in Rom 1958–1959 bei Carlo Cecchelli und Mario Salmi. Seine Doktorarbeit über den protestantischen Kirchenbau in der Schweiz legte er 1962 in Basel vor (veröffentlicht in Zürich 1963). Darauf wandte er sich der Inventarisierung des Patrimoniums zu und veröffentlichte 1967 in der Reihe Die Kunstdenkmäler der Schweiz den Band über Bezirk und Kloster Muri, Kanton Aargau.
Von 1969 bis 1971 erlaubte ihm ein Stipendium einen mehrmonatigen Aufenthalt in London, dessen Ergebnis er 1971 in Basel als Habilitationsschrift vorlegte. (1972 auf Englisch und 1974 auf Deutsch veröffentlicht.) Mit Unterstützung der Gesellschaft für Schweizerische Kunstgeschichte und des Schweizerischen Nationalfonds zur Förderung der wissenschaftlichen Forschung begründete er 1972 das Inventar der neueren Schweizer Architektur 1850–1920 (11 Bände, 1984–2004).
1978 wurde er Mitarbeiter des Schweizerischen Instituts für Kunstwissenschaft in Zürich (SIK–ISEA) und führte dort von 1980 bis 1983 die Abteilung Redaktion. Er wurde Mitglied und 1983 Präsident der Kantonalen Denkmalpflegekommission von Zürich.
Von 1984 bis 1996 leitete er das Bernische Historische Museum. Neben den genannten Tätigkeiten lehrte Germann verschiedentlich an der ETH Zürich und der Universität Zürich sowie an den Universitäten Basel, Bern, Genf, Lausanne und Neuenburg. Er unterrichtete 1997 bis 2010 an der Berner Fachhochschule Architektur, Holz und Bau (AHB Burgdorf BE) im Master-Studium Denkmalpflege und Umnutzung, das er mitbegründet hat.
Er veröffentlichte zahlreiche Schriften zum Architektur-Vokabular, zur Architekturtheorie, zu historischen Lehrbüchern und Techniken der Bauingenieure sowie zur Ethik der Denkmalpflege. Ihre Liste findet sich im Anhang von Aux origines du patrimoine bâti (2009).
Germann heiratete 1976 Katharina Christen und wurde Vater von Zwillingen.

## Schriften (Auswahl)
- Der protestantische Kirchenbau in der Schweiz. Von der Reformation bis zur Romantik. Zürich 1963.
- Die Kunstdenkmäler des Kantons Aargau V. Der Bezirk Muri (= Die Kunstdenkmäler der Schweiz. Band 55). Basel 1967.
- Gothic Revival in Europe and Britain. Sources, Influences and Ideas. London 1972 / Cambridge (Mass.) 1973.
- Neugotik, Geschichte ihrer Architekturtheorie. Stuttgart 1974.
- INSA Inventar der neueren Schweizer Architektur 1850–1920:
  - Mit Werner Stutz: Biel. In: Gesellschaft für Schweizerische Kunstgeschichte (Hrsg.): INSA Inventar der neueren Schweizer Architektur 1850–1920. Band 3. Orell Füssli, Zürich 1982, ISBN 3-280-01397-6, S. 27–125, doi:10.5169/seals-4534 (99 S. 482 Abb., e-periodica.ch – digibern).
  - Mit Gilles Barbey, Armand Brulhart, Jacques Gubler: Genève. In: Gesellschaft für Schweizerische Kunstgeschichte (Hrsg.): INSA Inventar der neueren Schweizer Architektur 1850–1920. Band 4. Orell Füssli, Zürich 1982, ISBN 3-280-01398-4, S. 249–403, doi:10.5169/seals-5496 (französisch, 155 S. 539 Abb., e-periodica.ch).
  - Mit Joëlle Neuenschwander Feihl, Gilles Barbey, Jacques Gubler: Lausanne. In: Gesellschaft für Schweizerische Kunstgeschichte (Hrsg.): INSA Inventar der neueren Schweizer Architektur 1850–1920. Band 5. Orell Füssli, Zürich 1990, ISBN 3-280-01982-6, S. 225–383, doi:10.5169/seals-6589 (französisch, 159 S. 284 Abb., e-periodica.ch).
- Einführung in die Geschichte der Architekturtheorie. Wissenschaftliche Buchgesellschaft, Darmstadt 1980; 3. Auflage 1993.
- Vitruve et le vitruvianisme. Introduction à l’histoire de la théorie architecturale. Lausanne 1991.
- Aux origines du patrimoine bâti. Gollion 2009.
- Das Multitalent Philipp Gosset 1838–1911. Alpinist, Gletscherforscher, Ingenieur, Landschaftsgärtner, Topograf. Baden 2014.